# Nieul-sur-l’Autise
Nieul-sur-l’Autise – miejscowość i dawna gmina we Francji, w regionie Kraj Loary, w departamencie Wandea. W 2016 roku populacja ówczesnej gminy wynosiła 1329 mieszkańców. 
W dniu 1 stycznia 2019 roku z połączenia dwóch ówczesnych gmin – Nieul-sur-l'Autise oraz Oulmes – powstała nowa gmina Rives-d'Autise. Siedzibą gminy została miejscowość Nieul-sur-l'Autise. 